# Frauenliebe und -leben

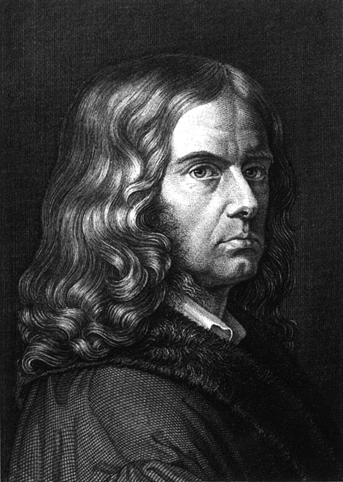
Adelbert von Chamisso, 1781-1838.

Frauenliebe und Leben (Amor y vida de mujer) es un ciclo de poemas de Adelbert von Chamisso, escrito en 1830. 
Describe la historia del amor de una mujer por su esposo, desde el primer encuentro hasta su muerte.
Inspiró a compositores del Romanticismo alemán a musicalizarlos, a Carl Loewe, Franz Paul Lachner y Robert Schumann, este último el más famoso de todos.

## Robert Schumann
Data de 1840 y lleva el Opus 42 y lo compuso el mismo año que otros ciclos como Liederkreis y Dichterliebe, señalando una partida de los ciclos de Franz Schubert, al poseer independencia en el comentario de la voz.
Son ocho poemas, por lo tanto, ocho canciones para voz femenina con acompañamiento de piano.
1. "Seit ich ihn gesehen" ("Desde que lo ví")
2. "Er, der Herrlichste von allen" ("El, el más noble de todos")
3. "Ich kann's nicht fassen, nicht glauben" ("No puedo creerlo")
4. "Du Ring an meinem Finger" ("Tú, anillo en mi mano")
5. "Helft mir, ihr Schwestern" ("Ayúdenme hermanas")
6. "Süßer Freund, du blickest mich verwundert an" ("Tu mirada, dulce amigo")
7. "An meinem Herzen, an meiner Brust" ("En mi corazón, en mi pecho")
8. "Nun hast du mir den ersten Schmerz getan" ("Ahora me has causado el primer dolor")

Los más famosos registros del ciclo de Schumann cronológicamente son:
- Julia Culp, Otto Bake, Berlín 1909
- Germaine Martinelli, Jean Doyen
- Lotte Lehmann, Bruno Walter
- Elena Gerhardt, Gerald Moore, 1947-1948
- Elisabeth Schumann, Gerald Moore. 1951
- Kathleen Ferrier, John Newmark, 1951.
- Kirsten Flagstad, Edwin McArthur, 1955
- Erna Berger, 1958.[1]
- Irmgard Seefried, Erik Werba (Deutsche-Grammophon LPEM 19112) rec. 1957.[2]
- Elisabeth Grümmer, Aribert Reimann, 1963
- Edith Mathis, Christoph Eschenbach, 1981
- Janet Baker, Martin Isepp, 1960s.
- Janet Baker, Daniel Barenboim (HMV LP ASD 3217), 1976.
- Elly Ameling, Dalton Baldwin.
- Arleen Augér, Walter Obertz
- Brigitte Fassbaender, Irwin Gage. (DG 439 417-2).
- Jessye Norman, Irwin Gage
- Margaret Price, James Lockhart
- Felicity Lott, Graham Johnson
- Brigitte Fassbaender, Erik Werba
- Waltraud Meier, Gerhard Oppitz
- Nathalie Stutzmann, Catherine Collard
- Anne Sofie von Otter, Bengt Forsberg. (DG DIG 445 881-2).
- Barbara Bonney, Vladimir Ashkenazy
- Bernarda Fink, Roger Vignoles, 2004.
- Lorraine Hunt Lieberson, Julius Drake

## Carl Loewe
Carl Loewe Frauenliebe lleva el Opus 60 y añadió una novena canción Traum der eignen Tage.
- Brigitte Fassbaender, mezzo-soprano; Cord Gaben, piano (DGG DG 423 680-2)

## Franz Lachner
Franz Paul Lachner (1803-1890) compuso el ciclo Frauenliebe und -leben para soprano, corno y piano, lleva el op. 59; existe también en versión soprano, corno, clarinete y piano como op. 82.